# 喀什里克
喀什里克（俄语：Кашлык），或稱卡什雷克城、伊什凱爾/伊斯凱爾城、西伯利亞城，是14-16世紀時西伯利亞韃靼人的堡壘，也是16世紀時西伯利亞汗國的首都。它的位置在額爾齊斯河右岸，距離托博爾斯克17公里。
這座城市最早在14世紀出現在俄羅斯文件中被提及，在16世紀前半期十分繁榮，但在1582年被哥薩克葉爾馬克·齊莫菲葉維奇佔領和破壞。西伯利亞韃靼人在1584年重建但在1586年被永久破壞，之後托博爾斯克在1587年建立取代了它的地位。
多數認為這城市在托博爾斯克上游17公里的地方。